# Air Togo
Air Togo (anche nota come Compagnie Aerienne Togolaise) è stata la compagnia aerea di bandiera del Togo, operativa dal 1998 al 2005. L'hub principale della compagnia era situato presso l'Aeroporto Internazionale di Lomé-Gnassingbé Eyadéma.

## Storia
Air Togo era registrata con il nominativo di chiamata "AIR TOHO", era identificata dal codice IATA "YT" e dal codice ICAO "TGA". Nonostante il suo periodo di attività relativamente breve, Air Togo svolse un ruolo determinante nel progresso dell'industria aeronautica in Togo e nei paesi limitrofi dell'Africa occidentale. Air togo effettuava voli di linea su rotte nazionali ed internazionali collegando la capitale del paese, Lomé, a varie destinazioni in Africa occidentale ed Europa.
La compagnia ambiva a trasportare più passeggeri possibili con l'obiettivo di sostenere la crescita economica del Togo e della regione in generale. Tuttavia, nonostante le buone proposte, la compagnia fallì nel 2005.
Nonostante Air Togo abbia cessato le operazioni da anni, i successi e la determinazione della compagnia sono ancora oggi ricordati, in Togo e in tutta l'Africa occidentale.

## Destinazioni
Al momento della chiusura, Air Togo operava verso le seguenti destinazioni:
Africa
- Ghana (Accra)
- Mali (Bamako)
- Benin (Cotonou)
- Burkina Faso (Ouagadougou)

Europa
- Francia (Parigi)

## Flotta
Nel corso degli anni, Air Togo ha utilizzato i seguenti tipi di aeromobili: